# Abada
L'abada, detto anche nillekma o arase, nella Repubblica Democratica del Congo, è un animale mitologico simile ad un unicorno: l'unica differenza è che l'abada possiede due corna, mentre l'unicorno una sola.
Si dice sia nativo del Kordofan, una provincia centrale del Sudan.

## Descrizione
È descritto come un animale con le dimensioni di un piccolo asino, con la stazza di un cinghiale. 
Le sue corna hanno la funzione di antidoto per qualsiasi veleno.